# Stauanlage Eiserbach
Die Stauanlage Eiserbach ist eine 1959 fertiggestellte, kleine Stauanlage, die als Vorsperre der in der Eifel gelegenen Rurtalsperre Schwammenauel dient. Sie liegt nahe Simmerath im Südwestteil der nordrhein-westfälischen Städteregion Aachen (Deutschland). Aufgestaut wird das Wasser des kleinen Rur-Zuflusses Eiserbach. Sie besteht aus dem Eiserbachdamm und dem Vorbecken Eiserbach und wird vom Wasserverband Eifel-Rur betrieben.

## Geographische Lage
Die Stauanlage Eiserbach liegt in der Rureifel (Teil der Nordeifel), südwestlich vom Kermeter, nördlich der Dreiborner Hochfläche und am Südrand des Simmerather Gemeindeteils Rurberg. Sie befindet sich im Nationalpark Eifel, der sich innerhalb des Naturpark Hohes Venn-Eifel ausbreitet, direkt südwestlich des Rurstausees, in dem das Wasser der Rur durch die Rurtalsperre aufgestaut wird. Der Eiserbach durchfließt das Naturschutzgebiet Eiserbachtal mit Nebenbächen.

## Talsperre

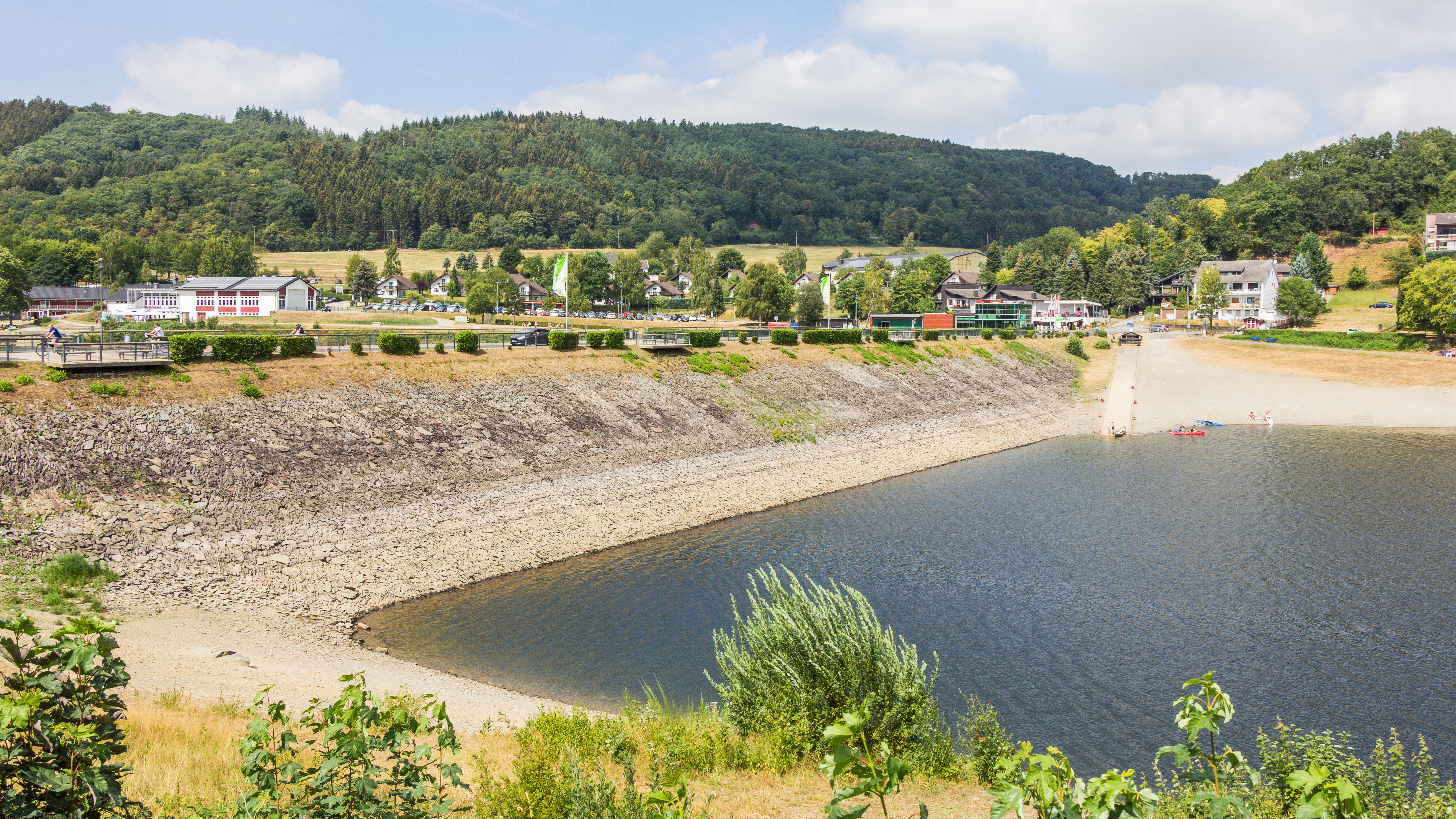
Eiserbachdamm mit Slipanlage der Rursee-Schifffahrt auf der Rurseeseite

Die Talsperre ist der 1959 fertiggestellte Eiserbachdamm, der direkt südlich von Rurberg errichtet wurde. Der 21 m hohe, 235 m lange und an der Krone 7,5 m breite Staudamm ist ein Erddamm mit Lehminnendichtung und 90.000 m³ Bauwerksvolumen. Bei hohem Wasserstand des Rurstausees ist er auch an seiner Luftseite eingestaut.

## Staubecken
Das Staubecken ist das etwa 3 ha große Vorbecken Eiserbach. Bei Stauziel liegt die Wasseroberfläche auf 279,6 m ü. NN (Normalstau). Der Gesamtstauraum ist 0,35 Mio. m³ groß. Zur Hochwasserentlastung besitzt das Becken einen kleinen Überfalltrichter.
Im Becken wird das Wasser des aus überwiegend westlicher Richtung heran fließenden und 3,1 km langen Eiserbachs aufgestaut, der auch den Staubeckenabfluss bildet; allerdings ist sein unterhalb des Staudamms gelegener, restlicher bzw. noch etwa 350 m langer Bachlauf bei hohem Wasserstand des Rurstausees überstaut. Knapp 400 m oberhalb vom Einfluss des Eiserbachs in das Staubecken mündet südsüdwestlich von Rurberg der aus Richtung Nordwesten kommende und 1 km lange Kleinenbach.
Das Vorbecken Eiserbach ist zum Naturfreibad Eiserbachsee gestaltet.